# Ellobium album
Ellobium album är en snäckart som först beskrevs av Gassies 1865.  Ellobium album ingår i släktet Ellobium och familjen dvärgsnäckor. Inga underarter finns listade i Catalogue of Life.